# Lights (album)
A Lights Ellie Goulding angol énekesnő és dalszövegíró első stúdióalbuma, mely 2010. március 1-jén jelent meg az Egyesült Királyságban. Kiadója továbbra is a Polydor maradt (az ő gondozásában jelent meg az An Introduction to Ellie Goulding is). A produceri munkákat Richard Stnnard, Frankmusic, Starsmith és Fraser T. Smith végezték. A kritikusoktól pozitív visszajelzéseket kapott a lemez. Négy kislemez jelent meg a Lights-ról; Under the Sheets, Starry Eyed, Guns and Horses és a The Writer. 2010 végére a szigetországban 387 600 példány kelt el a korongból.

## Háttér
Ellie megszakította egyetemi tanulmányait, hogy fejleszthesse énekesi képességeit. 2009. szeptemberében a Polydor kiadóval kötött szerződést. Ennek ellenére első kislemeze, az Under the Sheets egy másik kiadó, a Neon Gold Records gondozásában jelent meg. 
Ellie albumán rengeteg szám romantikus történeteket mesél el. Első dala, amelyet ő írt, a Wish I Stayed, mely helyet kapott a lemezen. Egy interjúban említette, a Starsmith-fel való találkozás véletlen szerencse volt.
"Olyanok vagyunk, mintha testvérek lennénk. Sokat vitatkozunk, de nélküle semmire sem jutnánk."

## Fogadtatása
A Lights pozitív kritikákat kapott. A Metacritic olvasói 100-ból 64 pontot adtak a lemeznek.  Neil McCormick dicsérte az "elektro-dance háttérzenét". Mike Diver szerint "egy elvárásoknak megfelelő gyűjtemény", míg Camilla Pia szerint "Tele van (az album) szikrázó poppal, népies szívvel és elektronikus szegéllyel, elképesztően fertőző, az elragadó kórus, a dalszövegek a szerelemről: első hallgatás után benne marad a fejünkben az egész.

## Dallista
|     | Cím                               | Szerző(k)                   | Producer(ek) | Hossz |
| --- | --------------------------------- | --------------------------- | ------------ | ----- |
| 1.  | Guns and Horses                   | Ellie Goulding, John Fortis | Starsmith    | 3:35  |
| 2.  | Starry Eyed                       | Goulding, Jonny Lattimer    | Starsmith    | 2:56  |
| 3.  | This Love (Will Be Your Downfall) | Goulding, Starsmith         | Starsmith    | 3:53  |
| 4.  | Under the Sheets                  | Goulding, Starsmith         | Starsmith    | 3:44  |
| 5.  | The Writer                        | Goulding, Lattimer          | Starsmith    | 4:11  |
| 6.  | Every Time You Go                 | Goulding, Fortis, Starsmith | Starsmith    | 3:25  |
| 7.  | Wish I Stayed                     | Goulding                    | Frankmusik   | 3:40  |
| 8.  | Your Biggest Mistake              | Goulding, Fraser T. Smith   | Smith        | 3:25  |
| 9.  | I'll Hold My Breath               | Goulding, Starsmith         | Starsmith    | 3:45  |
| 10. | Salt Skin                         | Goulding, Starsmith         | Starsmith    | 4:17  |

| 11. | Lights                                 | Goulding, Richard Stannard, Ash Howes | Stannard, Howes | 4:05 |
| 12. | Under the Sheets (videó)               |                                       |                 | 3:52 |
| 13. | Starry Eyed (videó)                    |                                       |                 | 3:04 |
| 14. | Starry Eyed (AN21 & Max Vangeli Remix) |                                       |                 | 8:17 |
| 15. | Under the Sheets (Baby Monster Remix)  |                                       |                 | 4:41 |

| 11. | Lights (kislemez változat) | Goulding, Stannard, Howes         | Stannard, Howes | 3:32 |
| 12. | Human                      | Goulding, Starsmith               | Starsmith       | 4:09 |
| 13. | Little Dreams              | Goulding, Liam Howe               | Howe            | 3:18 |
| 14. | Home                       | Goulding, Fred Falke              | Falke           | 3:24 |
| 15. | Animal                     | Goulding, Starsmith               | Starsmith       | 3:40 |
| 16. | Believe Me                 | Goulding, Crispin Hunt, Rob Blake | Falke           | 4:03 |
| 17. | Your Song                  | Elton John, Bernie Taupin         | Ben Lovett      | 3:10 |

| 18. | The End (akusztikus)                                       | Goulding                    | 4:15 |
| 19. | Lights (élő (iTunes Fesztivál))                            | Goulding, Stannard, Howes   | 5:18 |
| 20. | Every Time You Go (élő (iTunes Fesztivál))                 | Goulding, Fortis, Starsmith | 3:40 |
| 21. | This Love (Will Be Your Downfall) (élő (iTunes Fesztivál)) | Goulding, Starsmith         | 3:59 |
| 22. | Your Biggest Mistake (élő (iTunes Fesztivál))              | Goulding, Smith             | 3:24 |
| 23. | The Writer (élő (iTunes Fesztivál))                        | Goulding, Lattimer          | 4:09 |
| 24. | Wish I Stayed (élő (iTunes Fesztivál))                     | Goulding                    | 4:26 |
| 25. | I'll Hold My Breath (élő (iTunes Fesztivál))               | Goulding, Starsmith         | 3:47 |
| 26. | Roscoe (élő (iTunes Fesztivál))                            | Tim Smith                   | 3:27 |
| 27. | Guns and Horses (élő (iTunes Fesztivál))                   | Goulding, Fortis            | 3:42 |
| 28. | Salt Skin (élő (iTunes Fesztivál))                         | Goulding, Starsmith         | 5:10 |
| 29. | Under the Sheets (élő (iTunes Fesztivál))                  | Goulding, Starsmith         | 3:55 |
| 30. | Starry Eyed (élő (iTunes Fesztivál))                       | Goulding, Lattimer          | 3:48 |
| 31. | Under the Sheets (videó)                                   |                             | 3:53 |
| 32. | Starry Eyed (videó)                                        |                             | 3:05 |
| 33. | Guns and Horses (videó)                                    |                             | 3:42 |
| 34. | The Writer (videó)                                         |                             | 3:57 |
| 35. | Your Song (videó)                                          |                             | 3:20 |

| 1.  | Lights (kislemez változat)        | Goulding, Stannard, Howes   | Stannard, Howes | 3:32 |
| 2.  | Guns and Horses                   | Goulding, Fortis            | Starsmith       | 3:35 |
| 3.  | Starry Eyed                       | Goulding, Lattimer          | Starsmith       | 2:56 |
| 4.  | This Love (Will Be Your Downfall) | Goulding, Starsmith         | Starsmith       | 3:53 |
| 5.  | Under the Sheets                  | Goulding, Starsmith         | Starsmith       | 3:44 |
| 6.  | The Writer                        | Goulding, Lattimer          | Starsmith       | 4:11 |
| 7.  | Animal                            | Goulding, Starsmith         | Starsmith       | 3:40 |
| 8.  | Every Time You Go                 | Goulding, Fortis, Starsmith | Starsmith       | 3:25 |
| 9.  | Your Biggest Mistake              | Goulding, Smith             | Smith           | 3:25 |
| 10. | Salt Skin                         | Goulding, Starsmith         | Starsmith       | 4:17 |
| 11. | Your Song                         | John, Taupin                | Lovett          | 3:10 |

| 12. | Human | Goulding, Starsmith | Starsmith | 4:09 |

| 12. | Starry Eyed (élő (Cherrytree House)) | Goulding, Lattimer | 3:02 |

## Bright Lights
Az album 2010. november 29-én újra megjelent, Bright Lights néven, hat teljesen új számmal. Eddig két kislemez jelent meg a kibővített korongról, az Elton John által felénekelt Your Song feldolgozása, valamint az album címadó száma, a Lights. 2011 márciusában megjelent az album amerikai változata, mely számokat tartalmaz mind az eredeti, mindig a bővített korongról.

## Elért helyezések
| Slágerlista (2010)                   | Legjobb helyezés |
| ------------------------------------ | ---------------- |
| Ausztrál Hitseekers albumslágerlista | 4                |
| Belga albumslágerlista (Flandria)    | 54               |
| Brit albumslágerlista                | 1                |
| European Top 100 Albums              | 8                |
| Görög nemzetközi albumslágerlista    | 38               |
| Ír albumslágerlista                  | 6                |
| Kanadai albumslágerlista             | 66               |
| Német albumslágerlista               | 42               |
| Norvég albumslágerlista              | 35               |
| Skót albumslágerlista                | 6                |
| Svájci albumslágerlista              | 90               |
| USA Billboard 200                    | 76               |
| USA Heatseekers Albums               | 1                |
| Új-zélandi albumslágerlista          | 28               |

## Megjelenési dátumok
| Ország             | Dátum              | Kiadó                  | Kiadás        |
| ------------------ | ------------------ | ---------------------- | ------------- |
| Írország           | 2010. február 26.  | Polydor                | Normál        |
| Hollandia          | 2010. február 26.  | Universal Music        | Normál        |
| Svédország         | 2010. március 1.   | Universal Music        | Normál        |
| Egyesült Királyság | 2010. március 1.   | Polydor                | Normál        |
| Kanada             | 2010. március 2.   | Universal Music        | Normál        |
| Olaszország        | 2010. április 9.   | Universal Music        | Normál        |
| Ausztrália         | 2010. április 16.  | Universal Music        | Normál        |
| Németország        | 2010. május 14.    | Universal Music        | Normál        |
| Egyesült Királyság | 2010. november 29. | Polydor                | Bright Lights |
| Németország        | 2010. december 21. | Universal Music        | Bright Lights |
| Kanada             | 2011. március 8.   | Universal Music        | Új változat   |
| Egyesült Államok   | 2011. március 8.   | Cherrytree, Interscope | Normál        |